# San (Mali)
San ist eine städtische Siedlung im gleichnamigen Kreis der Region Ségou in Mali mit 58.830 Einwohnern. Sie liegt südlich des Bani, umgeben von reichhaltiger Landwirtschaft, die insbesondere aus Reis, Mais und Baumwolle besteht. Daneben ist San Zentrum der Bogolan-Produktion. Der Flecken ist verkehrsgünstig zur Hauptstadt Bamako und zu Mopti angebunden.
Die örtliche Bevölkerung setzt sich aus vorwiegend aus Markadialan zusammen, die sich ethnisch zu den Marka, Bambara, Mande und Dioula unterscheiden. Ferner leben Bozo, Fulbe und Songhai in der Stadt. Neben permanentem Markt gibt es einen großen Wochenmarkt.

## Sanké mon-Ritualfest
In San wird das Sanké mon-Fest gefeiert. Es findet jeden zweiten Donnerstag des siebten Mondmonats statt, um der Dorfgründung zu gedenken. Das Ritual beginnt damit, dass Opfer dargebracht werden. Über viele Stunden hinweg werden dann gemeinsam Fische mit den unterschiedlichsten Netzen gefangen. Anschließend wird getanzt. Die Tänzer tragen traditionelle Kostüme mit Kaurischnecken und Federn. Einstudierte Choreographien begleiten die Rhythmen der Trommeln. Seit 2009 ist das Fest in der List of Intangible Cultural Heritage in Need of Urgent Safeguarding aufgenommen.

## Moscheen
Die Mittelniger-Region ist gekennzeichnet durch eine große Anzahl von Moscheen, ausgeführt regelmäßig in hoher Bauqualität. Die Flussregionen des Niger und des Bani sind reich an großen Flussoasen, die vorzügliches Baumaterial liefern. So verwundert es nicht, dass San allein sieben Stadtviertel-Moscheen hat, welche als durchaus prachtvoll gelten.
Unter den Moscheen befindet sich in der Ortsmitte, westlich an den Marktplatz angrenzend, die Freitagsmoschee. Erbaut ist sie auf einem rechteckigen Grundareal von 1300 Quadratmetern, weshalb sie zu den großen Moscheen des Binnendeltas des Niger zählt. Innerhalb sehr kurzer Bauzeit wurde sie 1941 im typischen Stil der Architekturprovinz des West- und Zentralsudan als Lehmmoschee errichtet. Sie folgt als Hofmoschee-Typ dem traditionellen Baumuster der Mittelniger-Region. Das Betraumgebäude ist großzügig konzipiert und quer angelegt. Der Innenhof liegt westlich und wird von einer Galerie flankiert. Die Galeriefassaden enden mit Eckpfeilern, die Außenmauern weisen zahlreiche Lisenen auf. Der Haram wird durch mehrere Transversalschiffe gegliedert. Der propylonartige Portalvorbau des Zugangs ist mit Zinnen, Bogenblenden und Straußenei-Schmuck verziert. Die Gesamtanlage (etwa 4000 Quadratmeter) ist von einer etwa 1 Meter hohen Mauer eingefasst. Der Mihrāb-Turm misst eine Höhe von knapp 15 Metern. Der Adhān-Podest ist niedrig gehalten. Die Moschee ersetzte einen kleineren, 1875 einst fertiggestellten, Vorgängerbau. Die Moschee geht auf einen Architekten zurück, dessen Mitwirken bereits die jüngste Wiederherstellung der Großen Moschee von Djenné hervorgebracht hat. Die Moschee gilt als originell und sorgfältig ausgeführt.
In den Ortsteilen Dalla und Malholdi liegen weitere Moscheen. Sie sind kleiner.

## Persönlichkeiten
- Habib Dembélé (* 1962), Schauspieler, Romancier, Dichter, Dramatiker und Politiker
- Djenebou Sissoko (* 1979), Basketballspielerin

## Städtepartnerschaft
- Chaumont, Frankreich, seit 1995